# Peterborough
|  | Aquest article tracta sobre la ciutat anglesa. Vegeu-ne altres significats a «Peterborough (desambiguació)». |

Peterborough (pronunciat /ˈpiːtərˌbrə, -bərəˌ -ˌbʌrə/) és una ciutat del Regne Unit, situada al comtat de Cambridgeshire, a l'est d'Anglaterra. Es va fundar a l'entorn de l'abadia de Peterborough, que li va donar el nom i és actualment la ciutat més poblada d'aquest comtat. Antigament, però, va pertànyer administrativament al comtat de Northamptonshire i ha sofert diversos canvis en els seus límits fins a esdevenir l'autoritat unitària que és avui dia. Situada a la vora del riu Nene la seva indústria ha estat tradicionalment la fabricació de maons, que ha estat la causa d'una gran immigració especialment treballadors procedents d'Itàlia. Altres comunitats d'immigrants, els de religió musulmana, han estat notícia diverses vegades per donar problemes de convivència.
Peterborough és una ciutat en expansió que atreu inversions públiques i privades.

## Història

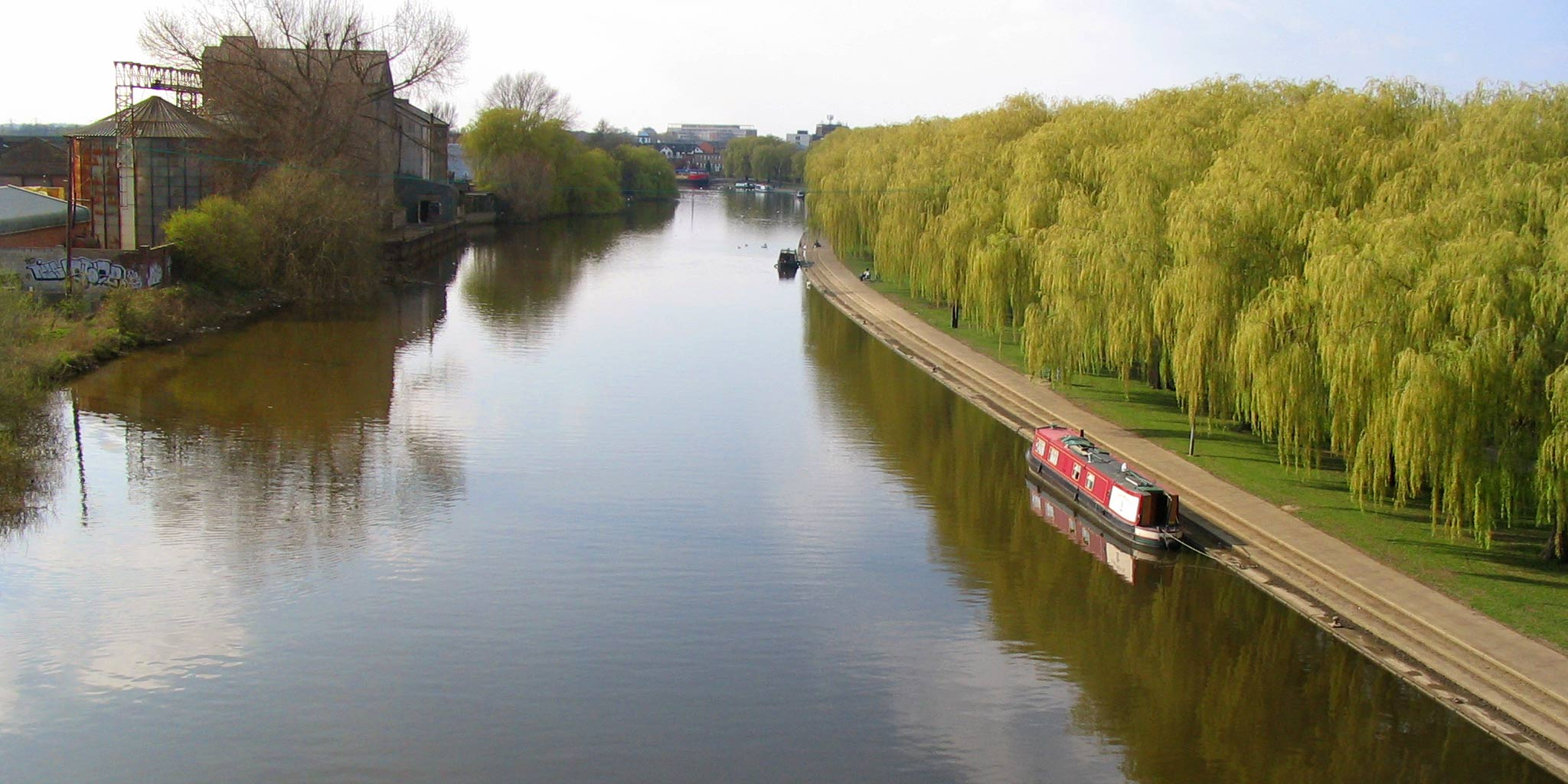
El riu Nene a Peterborough

L'actual Peterborough és el darrer dels assentaments humans que hi hagut en aquest lloc a la vora del riu Nene. Va estar habitat en l'edat del bronze, a l'est de la ciutat es va trobar l'àrea arqueològica anomenada Flag Fen. Posteriorment els romans es van establir a la rodalia: van fer una fortalesa a 8 km (Durobrivae) i un campament amb capacitat per 3.000 soldats, a Longthorpe, i sembla que al lloc on ara està Peterborough tenien tallers de ceràmica. Temps després que els romans abandonessin el país, vers l'any 655 va sorgir en aquest lloc una petita vila habitada pels angles, que van anomenar Medeshamstede, quan un monjo dit Seaxwulf va fundar un monestir en unes terres donades pel rei Peada de Mèrcia. El seu germà Wulfhere va matar els seus propis fills i després, va cercar el perdó diví pagant les obres del monestir.
Un heroi local que es resistia a la conquesta normanda d'Anglaterra, Hereward l'Espavilat, va atacar la vila l'any 1069 o potser el 1070, per venjar-se de Guillem el Conqueridor. L'abat Turold erected va erigir un castell en un turó que des de llavors porta el seu nom (Mont Turold ) El monestir que havia estat destruït, va ser tornat a construir al segle xii però aquesta vegada, per a major seguretat, es va envoltar d'una muralla i per aquest motiu el van anomenar "Burh", («burg») al voltant del qual va créixer un poblat format pels constructors del nou monestir i la seva església que amb els anys va ser catedral. Al nom de "Burh" es va afegir el de "Peter", ja que sant Pere va ser el sant principal al qual es va dedicar i així es va perdre el nom de Medeshamstede, substituït pel de "Peterborough".

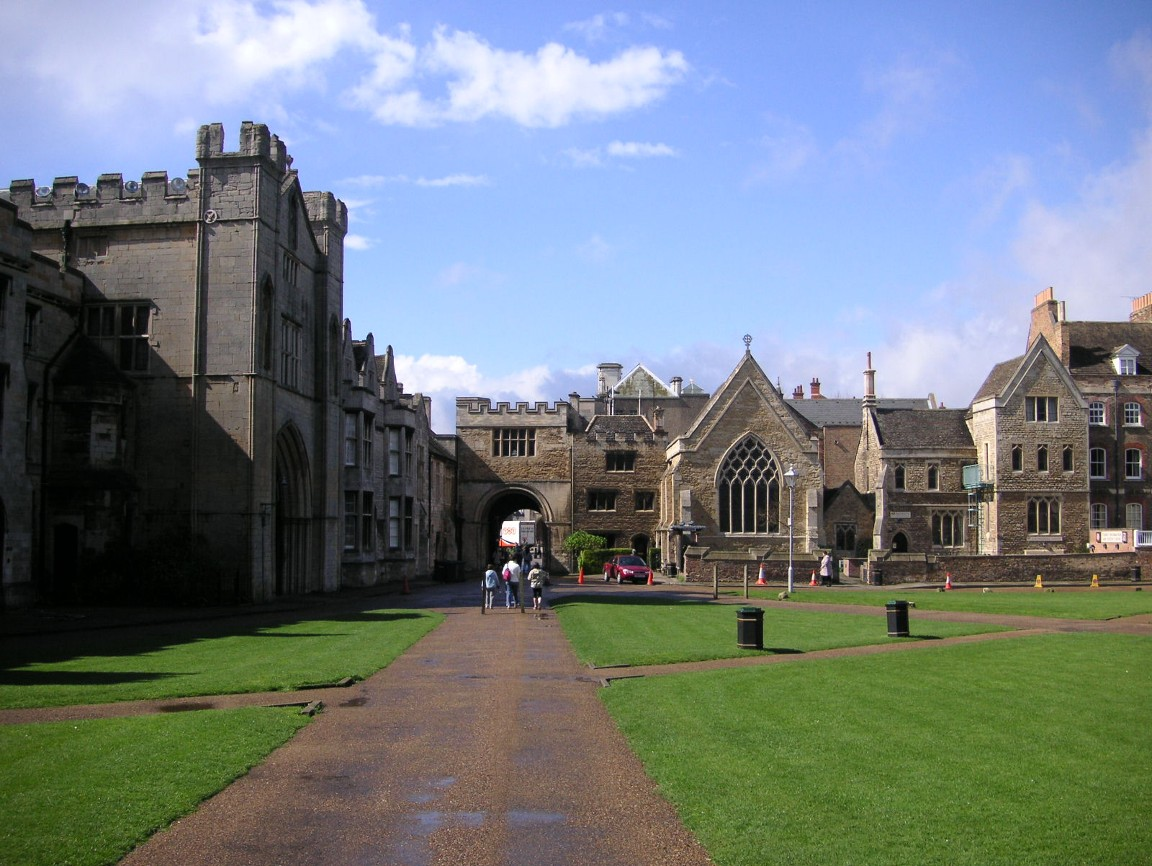
Porta normanda de l'abadia.

Aquesta abadia va ser important per la història que els monjos van escriure, la primera crònica sobre la història d'Anglaterra. També va ser famosa per les relíquies que hi contenia. El burg es va crear mitjançant el permís concedit per un abat anomenat Robert, probablement Robert de Sutton (1262–1273). La vila va tornar a patir durant les confrontacions entre el rei Joan sense Terra i els barons, molts dels quals van cercar refugi en aquest monestir i al de Crowland. L'església de l'abadia va ser una de les poques que es van conservar després de la supressió dels monestirs decretada per Enric VIII d'Anglaterra, encara que es van perdre les relíquies. Al seu interior està enterrada la primera esposa d'aquest rei, Caterina d'Aragó.
Quan va esclatar la guerra civil, Peterborough va estar dividida entre els partidaris del rei i els parlamentaristes. Això va ser perquè la ciutat estava en el territori fronterer amb l'Associació de Comtats de l'Est, que feia costat als parlamentaristes. Aquests van passar per Peterborough l'any 1643 quan anaven a atacar les ciutats fortes dels reialistes: Stamford i Crowland. Elsreialistes van ser vençuts i van fer una retirada, en poques setmanes van ocupar la casa de la vila (Burghley House), però van ser capturats i enviats a Cambridge. Els soldats del bàndol parlamentari van saquejar la catedral.

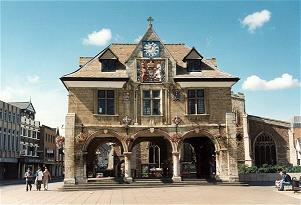
Saló gremial sobre els porxos del mercat.

L'any 1790 es van fer millores sanitàries i d'urbanització gràcies a una llei estatal. El 1839 es va construir una nova presó que reemplaçava les dues anteriors. Mentre va existir el monestir la ciutat estava sota l'administració de l'abat, després es va nomenar un batlle (high bailiff), sis representants de la ciutat (aldermen) i divuit regidors (councillors). Una de les prerrogatives de l'abat era la d'administrar justícia, i per a substituir aquest servei es va crear el Soke de Peterborough. L'any 1576 el bisbe Edmund Scambler va vendre el senyoriu del hundred de Nassaburgh, que formava part del Soke. La reina Elisabet I el va donar a lord Burghley, i des de llavors ell i els seus descendents, els comtes i marquesos d'Exeter, van tenir una presó per a persones jutjades en aquesta jurisdicció.
L'abat va muntar dues fires, la de sant Pere es feia des del 1189, celebrada el segon dimarts i dimecres de juliol; l'altra era la Brigge Fair, iniciada el 1439, se celebrava el primer dimarts, dimecres i dijous d'octubre. Els drets d'aquestes fires les va comprar la corporació municipal al bisbat l'any 1876. La segona, concedida a l'abadia pel rei Enric VI, encara se celebra.

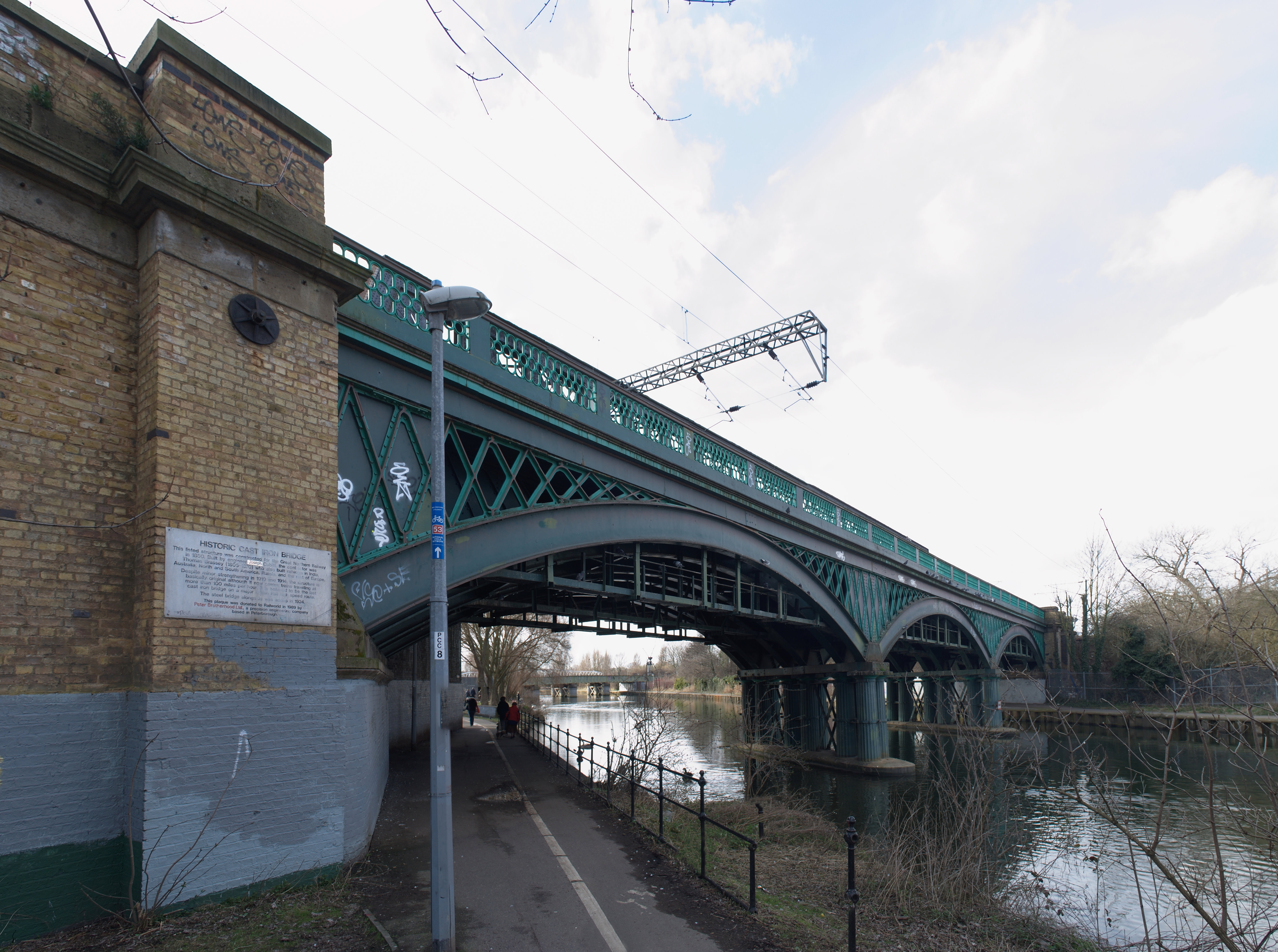
Pont de ferro construït per al ferrocarril.

Les línies de ferrocarril van arribar durant la dècada del 1840, peò va ser amb l'estrena de la línia Great Northern Railway, que unia Londres amb York que Peterborough va passar de ser una vila amb economia basada en el seu mercat a ser una ciutat industrial. El primer ministre, Cecil Brownlow, es va oposar que aquesta línia passés per Stamford, per tant els enginyers la van desviar per Peterborough.
Per ser una zona on abunda l'argila, es van crear fàbriques de maons, producte que es distribuïa mitjançant el ferrocarril. Durant la dècada del 1890, al barri de Fletton es van dur a terme experiments emprant un tipus d'argila més dura, que es trobava en estrats inferiors als emprats tradicionalment i el resultat va ser uns maons més eficients. L'empresa líder va ser la London Brick Company, fundada per l'escocès John Cathles Hill. Perkins Engines va ser una empresa creada a Peterborough l'any 1932 per Frank Perkins, dissenyador del motor diessel Perkins. Trenta anys després donava feina a més d'una desena part de la població activa de Peterborough, sobretot al barri d'Eastfield. El 1903 Baker Perkins es va traslladar de Londres a Westwood, el barri de Peterborough on està la presó. L'any 1906 va ser Peter Brotherhood fabricant de màquines. Una altra fàbrica important va ser British Sugar, situada al barri de Woodston, però que va tancar el 1991.
L'empresa de finances Norwich and Peterborough (N&P) va construir unes gran oficines a Peterborough. Continua funcionant com a banca sota el mateix nom, encara que des del 2013 es va fusionar amb Anglia Regional, el cinquè grup financer del Regne Unit. Des del 2014 van començar a operar amb el nom Central England Co-operative.
El 1967 Peterborough va ser designada ciutat nova (New Town) i es va crear una corporació per al desenvolupament urbà, en col·laboració amb Londres per tal d'allotjar l'excedent d'habitants de la capital. Les altres ciutats escollides per reallotjar van ser: Bretton, Orton, Paston/ Werrington i Castor. La darrera no es va arribar a fer, però s'està iniciant una urbanització als afores anomenada Hampton. Es va decidir que peterborough havia de tenir més botigues situades al centre. Els plans es van aprovar l'estiu del 1976 i es va fer un centre comercial anomenat Queensgate, que conté 90 botigues i un aparcament per a 2.300 cotxes. La inauguració la va fer la reina Beatriu I dels Països Baixos l'any 1982. També es van projectar 55 km de carreteres urbanes i una xarxa de vies públiques ràpides envoltades de jardins.
La població de Peterborough va créixer un 45,4% entre el 1971 i el 1991. Les empreses dedicades a les finances i els serveis es van sentir atretes i això va acabar amb el domini de la indústria com a sector que oferia més llocs de treball. Entre el 2006 i el 2012 es va proposar un pla de desenvolupament que va costar 1 bilió de lliures. redevelopment of the city centre and surrounding areas was planned. S'ha començat a aplicar al nord de Westgate i no és clar si se salvarà l'antiga estació de tren.

## Administració

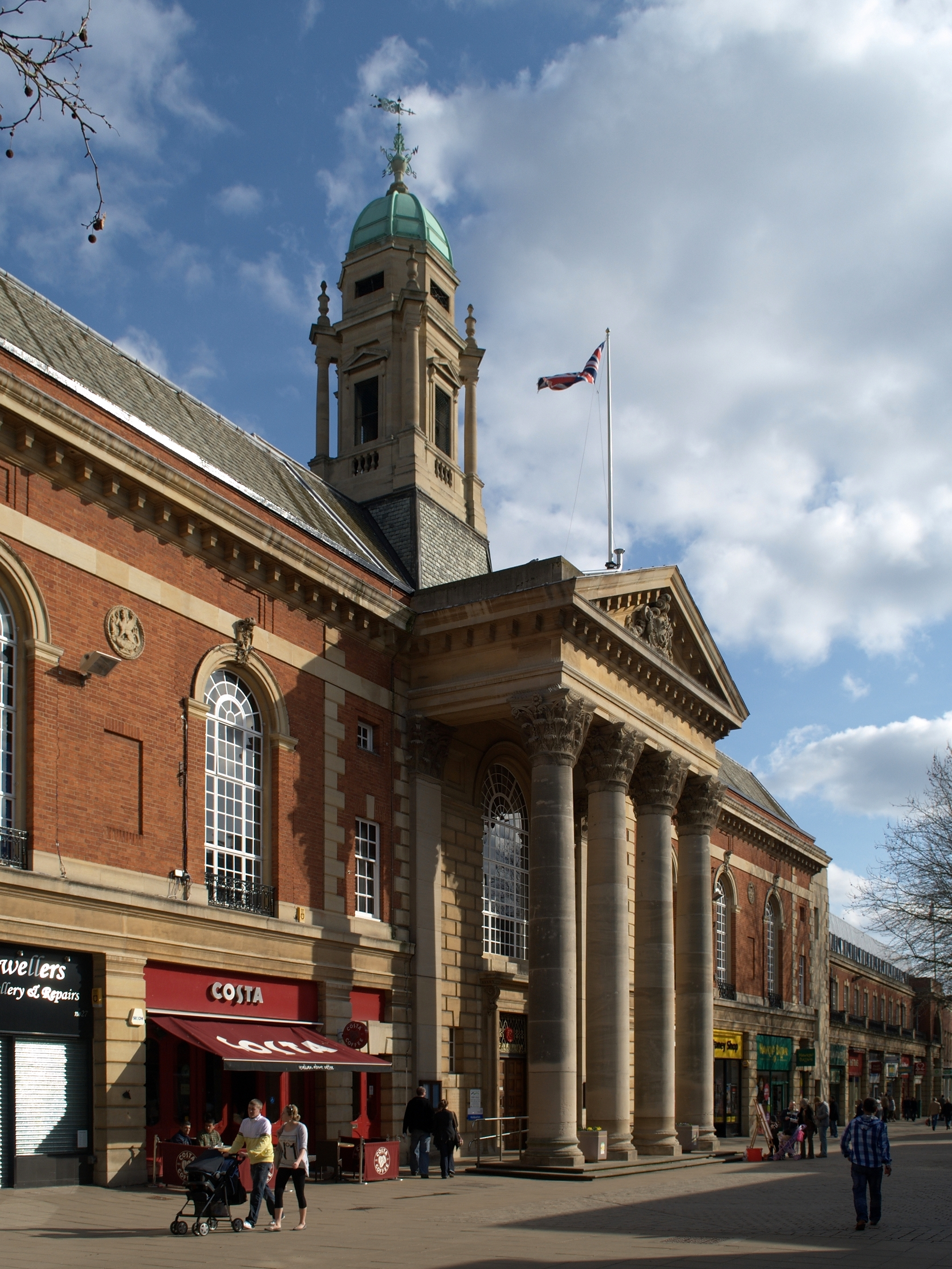
Edifici de l'ajuntament.

Des del 1541, amb el nom de Soke de Peterborough, va ser un districte electoral del comtat de Northamptonshire, del qual en sortien escollits dos representants al parlament. Amb la llei de la gran reforma del 1889 (Great Reform Act) aquest districte va perdre la zona rural, que va ser transferida a la divisió nord de Northamptonshire. L'any 1885 la representació de Peterborough va quedar reduïda a un parlamentari, i el 1918 els límits es van tornar a modificar fins a incloure tot els antics territoris del Soke. L'any 1997, el districte nord-oest de Cambridgeshire es va formar incorporant parts de Peterborough més alguns teritoris de la veïna Huntingdonshire. Quant a les eleccions al parlament europeu, Peterborough i Nord-oest Cambridgeshire estan incloses en la regió Est d'Anglaterra.
Peterborough és avui dia una autoritat unitària, des del 1889, l'antic Soke de Peterborough era un comtat administratiu amb uns límits territorials semblants, però no idèntics als de l'autoritat administrativa que és ara. Tanmateix, aquesta àrea va romandre geogràficament una part del comtat de Northamptonshire fins al 1965, quan el Soke es va fusionar amb Huntingdonshire per a formar el comtat de Huntingdon i Peterborough. En la següent revisió de les administracions locals, l'any 1974, Huntingdon i Peterborough va quedar abolida i es va crear l'actual districte unint el territori municipal de Peterborough amb el districte rural de Peterborough, el districte rural de Barnack, el districte rural de Thorney, el districte urbà d'Old Fletton i part del districte rural de Norman Cross, que existien des del 1894. L'actual districte és una autoritat unitària dins del comtat no metropolità de Cambridgeshire. La reina, mitjançant carta patent (Letters patent) va conferir l'estatus de ciutat (city) que tenia Peterborough a tota l'àrea de l'autoritat administrativa.

## Economia
Peterborough té una història de contínua prosperitat econòmica amb relació a la fabricació de maquinària i segueix atraient inversors d'aquest sector. L'objectiu actual és assolir un creixement sostenible, sense que el seu manteniment suposi grans problemes.
Es creu que el ràpid creixement dels darrers anys té a veure amb el pla de regeneració que va encetar l'ajuntament el 2012. L'any 2005 el creixement a nivell nacional va ser del 5,5%, mentre que a Peterborough va ser del 6,9%, el més alt de tot l'estat. El creixement empresarial també ha augmentat, per exemple entre l'abril i el setembre del 2006 un 3,78%, segons va publicar el Royal Mail's Business Barometer.
L'estudi censal del 2001 indica que dels 90.656 treballadors de Peterborough, 60.118 viuen a la ciutat i 30.358 hi treballen però tenen la seva residència en altres localitats properes. També es dona el cas contrari, uns 13.161 residents viuen a Peterborough però treballen fora de la ciutat. Els sous a Peterborough són més baixos que la mitjana. El sou mitjà d'un treballador a jornada completa era l'any 2014 de 11,93 lliures, menys que la mitjana regional que era de 13,62 lliures i que la mitjana al Regne Unit que era de 13,15 lliures. Puix que per al 2010 s'espera que el creixement de la població arribarà als 200.000 habitants està en marxa un pla del govern (pla del corredor M11) per a crear 17.500 llocs de treball.
L'ajuntament també va iniciar el 2003 un pla de desenvolupament que crearà llocs de treball. Les prediccions que descriuen els nivells i tipus de llocs de treball que es crearien es va publicar el 2005,i són: 1.421 en botigues; 1.067 en llocs d'esbarjo i culturals; 338 repartits en tres hotels; uns 4.847 en oficines i altres. Les darreres empreses que s'han traslladat a Peterborough són: Tesco (alimentació) amb 1.070 treballadors, i Debenhams (supermercats) amb 850 treballadors.

## Demografia
Peterborough el 2015 tenia una població estimada en 194.000 habitants, xifra que varia dels 190.700 previstos segons el departament d'estadístiques i dels 204.000 calculats per a l'any 2021 segons el grup de recerca del Consell del Comtat de Cambridgeshire. Els estudis sobre l'evolució de la població a Peterborough des del 1901 aporten les següents dades:
| Any  | Ciutat            | Soke              | Nou districte     |
| ---- | ----------------- | ----------------- | ----------------- |
| 1901 | 30.872            | 41.122            | 46.986            |
| 1911 | 33.574            | 44.718            | 53.114            |
| 1921 | 35.532            | 46.959            | 58.186            |
| 1931 | 43.551            | 51.839            | 63.745            |
| 1939 | 49.248            | 58.303            | 69.855            |
| 1951 | 53.417            | 63.791            | 76.555            |
| 1961 | 62.340            | 74.758            | 89.794            |
| 1971 | 69.556            | 85.820            | 105.323           |
| 1981 | 131.696           | 131.696           | 131.696           |
| 1991 | 155.050           | 155.050           | 155.050           |
| 2001 | 156.060           | 156.060           | 156.060           |
| 2011 | 183.600 (+ 16,6%) | 183.600 (+ 16,6%) | 183.600 (+ 16,6%) |

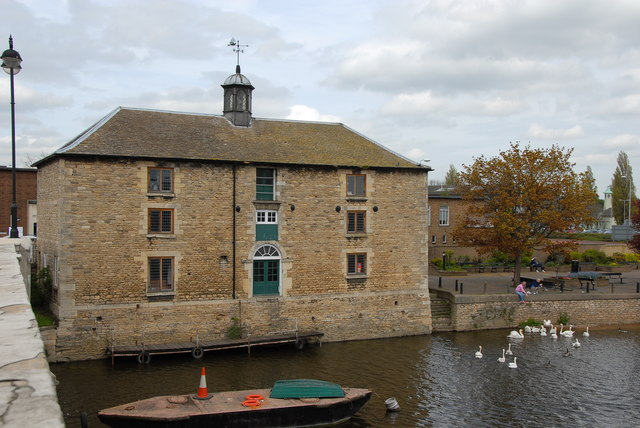
Casa de la duana, (1790) a la riba nord a prop del Town Bridge.

El creixement demogràfic de Peterborough ha estat el segon més ràpid en els deu anys entre el 2004 i el 2013, en gran part degut a la immigració.
Peterborough és la llar d'acollida d'una gran concentració d'italians, en part degut al pla de cerca de mà d'obra de la dècada del 1950, efectuat per l'empresa London Brick Company, que va fer propostes de treball a la regió de la Pulla i la Campània. El 1960, hi havia aproximadament 3.000 homes italians treballant a la fàbrica de maons de Petersboroug. El 1962, els Pares Scalabrini, que havien arribat l'any 1956, van comprar l'edifici d'una vella escola i la van convertir en una escola missionària catòlica que va rebre el nom del seu patró Saint Joseph (San Giuseppe). El 1991, més de 3.000 emigrants italians de segona generació havien fet els estudis allà. L'any 1996, s'estimava que la comunitat d'italians de Peterborough era de 7.000 persones, la tercera més gran del Regne Unit, després de les de Londres i Bedford. En el cens del 2011 es va veure que l'emigració havia continuat, ja que hi havia 1.179 residents nascuts a Itàlia.
A finals del segle XX l'origen principal dels immigrants eren els països de la Commonwealth. El cens del 2011 va mostrar que un total de 24.166 d'emigrants havien arribat a Peterborough entre el 2001 i el 2011. La ciutat va experimentar un significatiu moviment migratori procedent dels països A8 que acabaven d'unir-se a la Unió Europea el 2004, i el 2011 hi havia 14.134 residents nascuts a països de l'est d'Europa.
Un altre grup nombrós d'emigrants són els d'origen asiàtic i religió musulmana, que han portat problemes de convivència. El 2001, poc després dels atacs de l'11 de setembre, un jove d'ètnia blanca anomenat Ross Parker va ser assassinat per una colla de paquistanesos, per motius racials. El maig del 2004, uns grups de joves paquistanesos es van enfrontar amb grups d'afganesos i iraquians que estaven en qualitat de refugiats vivint al barri de Millfield. Durant aquesta batalla de carrers, es van cremar cotxes i cases o es van trencar vidres. El juliol del 2004, un festival organitzat per la comunitat índia per a celebrar la diversitat cultural de Peterborough es va tornar violent. Els paquistanesos i els iraquians es van tornar a enfrontar durant el cap de setmana i un home va acabar greument ferit. L'endemà dels aldarulls del 2001 a Bradford, el govern va encomanar un estudi per identificar possibles nuclis de violència a la regió, l'informe que es va centrar en Peterborough i Luton, no es va fer públic.

## Clima
Segons la classificació de Köppen, el clima de Gran Bretanya és del tipus oceànic, amb estius frescos i hiverns temperats. Comparat amb altres regions del país Ànglia de l'Est és lleugerament més càlida i assoleiada durant l'estiu i una mica més freda durant l'hivern, ja que a causa de la seva posició interior no rep la influència de les depressions de l'oceà Atlàntic. L'estació meteorològica més propera està situada a Wittering, a 9 milles de la ciutat de Peterborough. La temperatura màxima enregistrada és de 35.3 °C, l'1 de juliol del 2015. La temperatura mínima és de -13.4 °C el febrer del 2012.
| Dades climàtiques a Wittering, altitud: 73m (1981-2010) | Dades climàtiques a Wittering, altitud: 73m (1981-2010) | Dades climàtiques a Wittering, altitud: 73m (1981-2010) | Dades climàtiques a Wittering, altitud: 73m (1981-2010) | Dades climàtiques a Wittering, altitud: 73m (1981-2010) | Dades climàtiques a Wittering, altitud: 73m (1981-2010) | Dades climàtiques a Wittering, altitud: 73m (1981-2010) | Dades climàtiques a Wittering, altitud: 73m (1981-2010) | Dades climàtiques a Wittering, altitud: 73m (1981-2010) | Dades climàtiques a Wittering, altitud: 73m (1981-2010) | Dades climàtiques a Wittering, altitud: 73m (1981-2010) | Dades climàtiques a Wittering, altitud: 73m (1981-2010) | Dades climàtiques a Wittering, altitud: 73m (1981-2010) | Dades climàtiques a Wittering, altitud: 73m (1981-2010) |
| Mes                                                     | gen                                                     | febr                                                    | març                                                    | abr                                                     | maig                                                    | juny                                                    | jul                                                     | ag                                                      | set                                                     | oct                                                     | nov                                                     | des                                                     | anual                                                   |
| ------------------------------------------------------- | ------------------------------------------------------- | ------------------------------------------------------- | ------------------------------------------------------- | ------------------------------------------------------- | ------------------------------------------------------- | ------------------------------------------------------- | ------------------------------------------------------- | ------------------------------------------------------- | ------------------------------------------------------- | ------------------------------------------------------- | ------------------------------------------------------- | ------------------------------------------------------- | ------------------------------------------------------- |
| Màxima mitjana °C (°F)                                  | 6.8 (44.2)                                              | 7.2 (45)                                                | 10.1 (50.2)                                             | 12.6 (54.7)                                             | 16.0 (60.8)                                             | 19.0 (66.2)                                             | 21.7 (71.1)                                             | 21.5 (70.7)                                             | 18.4 (65.1)                                             | 14.1 (57.4)                                             | 9.7 (49.5)                                              | 6.9 (44.4)                                              | 13.7 (56.7)                                             |
| Mitjana diària °C (°F)                                  | 4.0 (39.2)                                              | 4.1 (39.4)                                              | 6.4 (43.5)                                              | 8.4 (47.1)                                              | 11.6 (52.9)                                             | 14.5 (58.1)                                             | 16.9 (62.4)                                             | 16.8 (62.2)                                             | 14.3 (57.7)                                             | 10.6 (51.1)                                             | 6.8 (44.2)                                              | 4.3 (39.7)                                              | 9.9 (49.8)                                              |
| Mínima mitjana °C (°F)                                  | 1.2 (34.2)                                              | 0.9 (33.6)                                              | 2.6 (36.7)                                              | 4.2 (39.6)                                              | 7.1 (44.8)                                              | 10.0 (50)                                               | 12.1 (53.8)                                             | 12.1 (53.8)                                             | 10.1 (50.2)                                             | 7.1 (44.8)                                              | 3.8 (38.8)                                              | 1.6 (34.9)                                              | 6.1 (43)                                                |
| Precipitació mitjana mm (polzades)                      | 48.0 (1.89)                                             | 36.8 (1.449)                                            | 42.0 (1.654)                                            | 49.6 (1.953)                                            | 54.9 (2.161)                                            | 52.0 (2.047)                                            | 52.4 (2.063)                                            | 55.8 (2.197)                                            | 55.2 (2.173)                                            | 59.3 (2.335)                                            | 55.8 (2.197)                                            | 47.2 (1.858)                                            | 608.9 (23.972)                                          |
| Mitjana de dies de pluja                                | 10.3                                                    | 9.1                                                     | 9.8                                                     | 9.2                                                     | 9.6                                                     | 9.0                                                     | 8.3                                                     | 8.9                                                     | 8.4                                                     | 9.5                                                     | 10.5                                                    | 10.1                                                    | 112.6                                                   |
| Mitjana mensual d'hores de sol                          | 63.8                                                    | 82.9                                                    | 113.1                                                   | 156.4                                                   | 196.5                                                   | 191.6                                                   | 204.3                                                   | 192.3                                                   | 146.8                                                   | 115.5                                                   | 73.8                                                    | 58.9                                                    | 1.596                                                   |
| Font: Met Office                                        |                                                         |                                                         |                                                         |                                                         |                                                         |                                                         |                                                         |                                                         |                                                         |                                                         |                                                         |                                                         |                                                         |

## Agermanaments
Peterborough té relacions d'agermanament amb:
- Alcalá de Henares (Espanya), des el 1986.
- Bourges (França), des del 1957.
- Viersen (Alemanya), des del 1981.
- Forlì (Itàlia), des del 1981.
- Vinnytsia (Ucraïna), des del 1991.

## Llocs d'interès
- Catedral de Peterborough

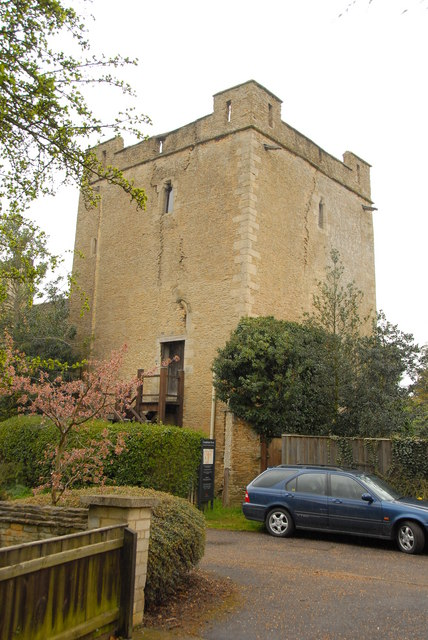
Longthorpe Tower, un dels pocs exemples de l'època republicana o Commonwealth

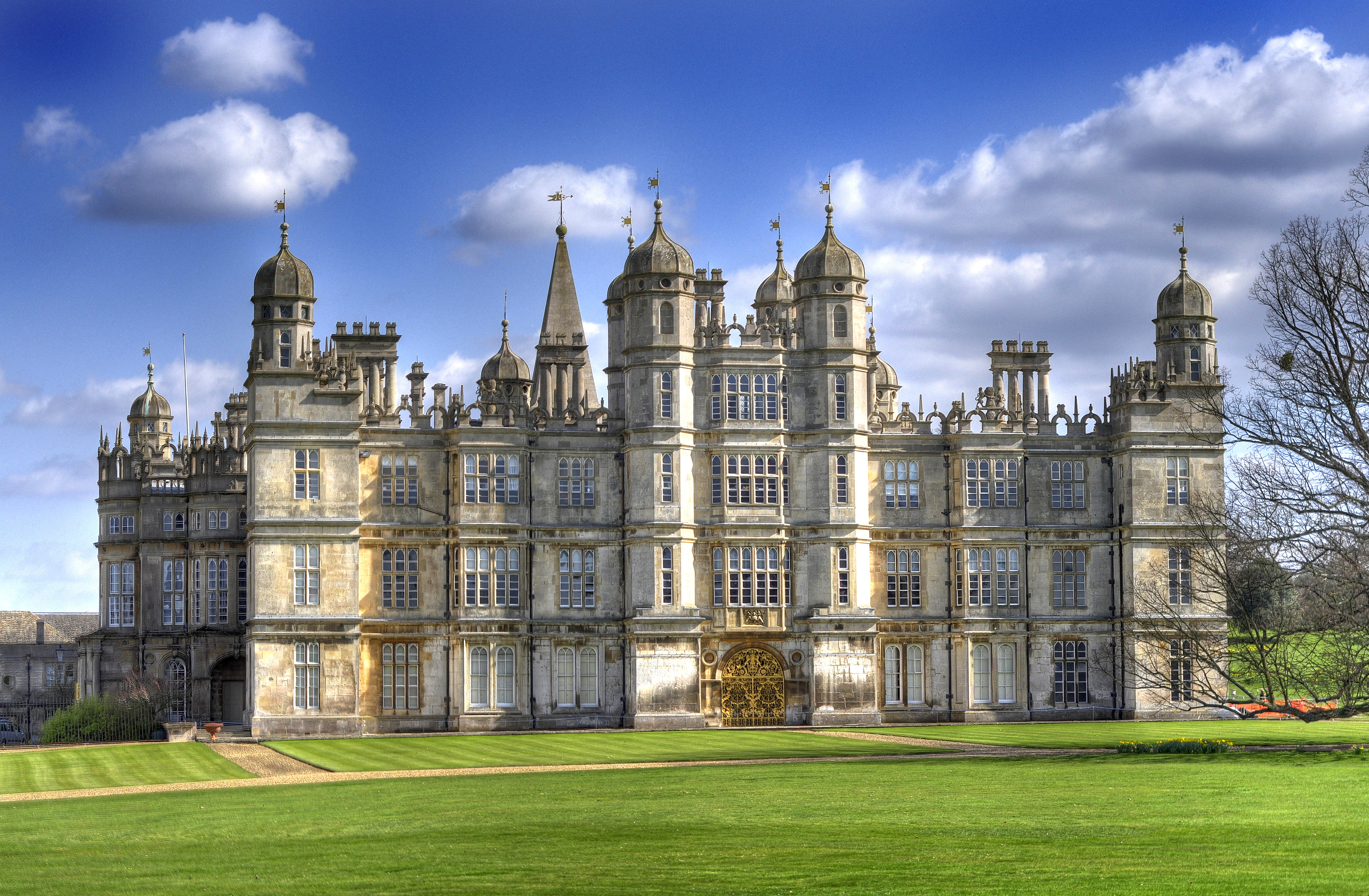
Burghley House

- Peterscourt, edifici dissenyat per George Gilbert Scott el 1864, on va estar l'escola de mestres fins al 1938.
- El parc de la ciutat, d'estil victorià, que ha estat guardonat amb la bandera verda.
- The Lido, un edifici amb elements d'estil art deco, inaugurat el 1936.
- La galeria d'art i museu de Peterborough, que data del 1816.
- Burghley House una casa senyorial del segle xvi, situada al nord de la ciutat, disseny de William Cecil.
- John Clare Cottage, casa on va néixer aquest poeta, que ha estat restaurada.
- Longthorpe Tower, una mansió fortificada del segle xiv, situada a 3,2 km a l'oest.
- Flag Fen jaciment arqueològic.
- El Nene Park, inaugurat el 1978, amb 5,6 km de llargada a la vora del riu, amb tres llacs i una sendera per a ciclistes.
- El bosc de Southey, que abans formava part del Royal Forest de Rockingham i és una reserva natural.